# NGC 1594
NGC 1594 est une galaxie spirale barrée située dans la constellation de l'Éridan. NGC 1594 a été découverte par l'astronome américain Lewis Swift en 1886. Cette galaxie a aussi été observée par l'astronome français Guillaume Bigourdan le 17 janvier 1895 et elle a été ajoutée à l'Index Catalogue sous la cote IC 2075.

## Caractéristiques
Sa vitesse par rapport au fond diffus cosmologique est de 4 269 ± 9 km/s, ce qui correspond à une distance de Hubble de 63,0 ± 4,4 Mpc (∼205 millions d'al).
À ce jour, neuf mesures non basées sur le décalage vers le rouge (redshift) donnent une distance de 48,667 ± 30,115 Mpc (∼159 millions d'al), ce qui est à l'intérieur des valeurs de la distance de Hubble en raison de l'écart-type très élevé causé par deux valeurs  qui n'aurait pas dû être retenues. 
La classe de luminosité de NGC 1594 est II-III et elle présente une large raie HI.